# Высокое (Красноборское сельское поселение)
Высокое — деревня в Холмском районе Новгородской области, входит в Красноборское сельское поселение. Площадь территории относящейся к деревне — 4 га.

## История
В 1964 г. Указом Президиума ВС РСФСР деревня Вытереб переименована в Высокое.

## Население
| 2010 |
| ---- |
| 9    |